# Csound
Csound je programovací jazyk pro práci se zvukem, dostupný pro většinu hlavních operačních systémů. Jedná se o svobodný software, dostupný pod licencí LGPL.
Csound vychází z jazyků MUSIC-N, jejichž původním autorem byl Max Mathews z Bell Labs. Modernizované verze Music 360 a Music 11 vytvořil na MIT Barry Vercoe, který též na základě jazyka Music 11 vytvořil v roce 1985 první verzi jazyka Csound. Název Csound odráží skutečnost, že je na rozdíl od svých předchůdců napsaný v programovacím jazyku C. Další vývoj vedl od 90. let John Fitch na universitě v Bath. K projektu přispěli i vývojáři jako Istvan Varga, Gabriel Maldonado (který vytvořil část systému CsoundAV, která obsahuje rozšíření pro zpracování obrazu a grafiky), Robin Whittle, Richard Karpen, Michael Gogins, Matt Ingalls, Steven Yi, Richard Boulanger, a Victor Lazzarini.
V současnosti je aktuální verze 5, jejíž první zdokumentovaná verze 5.01 je ze dne 18. března 2006.
S jazykem Csound úzce souvisí jazyk SAOL pro MPEG-4 Structured Audio, který též vychází z jazyků MUSIC-N.

## Program v jazyce Csound
Csound používá na vstupu dva speciálně formátované textové soubory. Soubor typu orchestra (.orc) popisuje strukturu nástrojů a soubor typu score (.sco) popisuje noty a další parametry podle časové osy. Csound zpracovává instrukce v těchto souborech a vytváří výstupní zvukový soubor nebo audio stream v reálném čase.
Soubory typu orchestra a score mohou být sjednoceny do jednoho strukturovaného souboru pomocí značek značkovacího jazyka (CSD soubor s příponou .csd).
Jednoduchá ukázka sjednoceného Csound souboru, který vytvoří WAV soubor obsahující sinusový tón o délce 1 sekundy se vzorkovací frekvencí 96 kHz:
```
<CsoundSynthesizer>

  

  
<CsOptions>

    
csound
 
-W
 
-d
 
-o
 
tone.wav
 

  
</CsOptions>

  

  
<CsInstruments>

    
sr
     
=
 
96000
           
;
 
Sample
 
rate.

    
kr
     
=
 
9600
            
;
 
Control
 
signal
 
rate.

    
ksmps
  
=
 
10
              
;
 
Samples
 
per
 
control
 
signal.

    
nchnls
 
=
 
1
               
;
 
Number
 
of
 
output
 
channels.

    
instr
 
1
 

    
a1
     
oscil
 
p4,
 
p5,
 
1
   
;
 
Oscillator:
 
p4
 
and
 
p5
 
are
 
the
 
arguments
 
from
 
the
 
score,
 
1
 
is
 
the
 
table
 
number.

    
out
 
a1
                   
;
 
Output.

    
endin

  
</CsInstruments>

  
<CsScore>

    
f1
 
0
 
8192
 
10
 
1
           
;
 
Table
 
containing
 
a
 
sine
 
wave.
 
Built-in
 
generator
 
10
 
produces
 
a
 
sum
 
of
 
sinusoids,
 
here
 
only
 
one.

    
i1
 
0
 
1
 
20000
 
1000
        
;
 
Play
 
one
 
second
 
of
 
one
 
kHz
 
at
 
amplitude
 
20000.

    
e

  
</CsScore>

</CsoundSynthesizer>

```

Podobně jako v jiných programovacích jazycích může psaní dlouhých programů v Csound usnadnit použití vývojového prostředí pro editaci, náhled, testování a debugování. Oficiálně podporovaným je multiplatformní editor s názvem QuteCsound, který má mnoho funkcí jako například automatické vkládání kódu, integrované prohlížení dokumentace, ovládací prvky pro grafickou úpravu parametrů v reálném čase a tlačítka pro spuštění kódu.

## Csound 5
Verze 5.01 byla vydána 18. března roku 2006, tzn. 20 let prvním vydání Csoundu. Aktuální verze 5.12 byla vydána v roce 2010. Software je k dispozici ke stažení jako binární nebo zdrojový kód pro platformy Microsoft Windows, Linux a Mac OS X z SourceForge Csound projektu. V porovnání s původní verzí softwaru se jedná o velice propracovanou a rozšířenou verzi se softwarovou knihovnu a rozhraním API. Kromě základního C API existují i rozhraní pro jazyky Python, Java, Lisp, Tcl, C++, Haskell, atd.
Po mnohaletém vývoji má Csound aktuálně přes 1200 modulů (unit generátorů). Jedna z nejsilnějších vlastností systému je jeho kompletní modularita a možnost uživatelské rozšířitelnosti. Je tedy možné psát vlastní uživatelské kódy jako rozšíření originálního jazyka bez nutnosti změny jeho zdrojového kódu. Další rozšíření dovoluje využití pluginů LADSPA, DSSI, a VST.

## One laptop per child (OLPC)
Csound5 byl zvolen jako zvukový a hudební vývojový systém pro OLPC projekt na platformě XO-1 Laptop.